# ديفيد جورج ستيد
ديفيد جورج ستيد (بالإنجليزية: David George Stead)‏ هو عالم نبات وعالم أحياء وعالم حيوانات أسترالي، ولد في 6 مارس 1877، وتوفي في 2 أغسطس 1957.